# Bacil·lals
Els Bacillales són un ordre de bacteris gram positiu, amb forma de bastó. Els gèneres representatius inclouen Bacillus, Listeria i Staphylococcus.